# Antonio Brillas
Antonio Brillas fue un actor mexicano. Comenzó su carrera en la infancia como parte una familia teatral, la compañía Brillas. Participó en numerosas obras de teatro, telenovelas y películas como El camino de la vida (1956), El fantasma de la opereta (1960) y Viaje a la luna (1958).

## Películas
| - El chivo (1992) - Cruz de olvido (1984) - El desayuno (1977) - Las golfas (1969) - Los mediocres (1966) - Los malvados (1966) - Nido de águilas (1965) - Herencia maldita (1963) - México de mis recuerdos (1963) - Los valientes no mueren (1962) - La moneda rota (1962) - Nuestros odiosos maridos (1962) - El pecado de una madre (1962) - Ay Chabela...! (1961) - Las leandras (1961) - El hombre de la ametralladora (1961) - El fantasma de la opereta (1960) - Viva la parranda (1960) - Dormitorio para señoritas (1960) - Cuentan de una mujer (1959) - Tres lecciones de amor (1959) - La odalisca n.º 13 (1958) - El misterio del látigo negro (1958) - Maratón de baile (1958) - Las mil y una noches (1958) - El látigo negro (1958) - La torre de marfil (1958) - Viaje a la luna (1958) - Refifí entre las mujeres (1958) - Pobres millonarios (1957) - El gato sin botas (1957) - Cómicos de la legua (1957) - El camino de la vida (1956) - El colmillo de Buda (1949) |

## Telenovelas
- El abuelo y yo (1992)
- Simplemente Maria (1989-1990) .... padre Genaro
- Pasión y poder (1988)
- Rosa salvaje .... Adivino (1987)
- Pobre juventud (1986)
- Abandonada (1985)
- Guadalupe (1984)
- La fiera (1983) .... Juez
- Vanessa (1982)
- Pelusita (1980)
- Elisa (1979)
- Un original y veinte copias (1978)
- Viviana (1978)
- Mundo de juguete (1974)
- Destino la gloria (1968)
- Adriana (1967)
- Senda prohibida (1958)

- Datos: Q16301334